# Morrison (Tennessee)
Morrison é uma cidade  localizada no estado norte-americano de Tennessee, no Condado de Warren.

## Demografia
Segundo o censo norte-americano de 2000, a sua população era de 684 habitantes.
Em 2006, foi estimada uma população de 705, um aumento de 21 (3.1%).

## Geografia
De acordo com o United States Census Bureau tem uma área de
7,0 km², dos quais 7,0 km² cobertos por terra e 0,0 km² cobertos por água. Morrison localiza-se a aproximadamente 327 m acima do nível do mar.

## Localidades na vizinhança
O diagrama seguinte representa as localidades num raio de 28 km ao redor de Morrison.